# Поп-звезда: Не переставай, не останавливайся
«Поп-звезда: Не переставай, не останавливайся» (англ. Popstar: Never Stop Never Stopping) — американский мокументальный музыкальный комедийный фильм режиссёра Акивы Шаффера и Йорма Такконе.

## Сюжет
Коннер Фрил с ранних лет вместе со своими друзьями Лоуренсом Данном и Оуэном Бушаром сформировал поп-рэп группу «The Style Boyz», получив популярность и известность они вдохновляют множество людей по всему миру, однако не получают должного признания за написание гостевого куплета Лоуренс покидает группу.

## В ролях
- Энди Сэмберг в роли Коннера Фрила
- Йорма Такконе в роли Оуэна Бушара
- Акива Шаффер в роли Лоуренса Данна
- Сара Сильверман в роли Паулы Кляйн[3]
- Тим Медоуз в роли Гарри Даггинса[4]
- Майя Рудольф в роли Деборы
- Джоан Кьюсак в роли Тиллы Фрилл
- Имоджен Путс в роли Эшли Уэнздей[5]
- Крис Редд в роли Хантера
- Эмма Стоун в роли Клаудии Кантрелл (нет в титрах)[6]

## Критика
На сайте Rotten Tomatoes фильм имеет рейтинг 79% "свежести" на основе 173 рецензий кинокритиков. На Metacritic фильм имеет 68 баллов из 100 на основе 44 рецензий. Аудитория CinemaScore дала фильму рейтинг «B».